# Lista de municípios de Rondônia por IFDM
Esta é uma lista de municípios de Rondônia ordenados por Índice FIRJAN de Desenvolvimento Municipal (IFDM) conforme dados divulgados pelo Sistema FIRJAN em 2015 com base no ano de 2013.
O Índice FIRJAN de Desenvolvimento Municipal (IFDM) é um estudo anual criado para acompanhar o desenvolvimento humano, econômico e social dos municípios do Estado do Rio de Janeiro, mas passou a acompanhar todos os municípios do Brasil (5.565 no total), com base exclusivamente em estatísticas oficiais. Ele leva em conta três indicadores: emprego e renda como um único indicador e educação e saúde como indicadores separados, cada qual com um conjunto respectivo de variáveis. Devido às suas características, a ferramenta tem servido como uma fotografia de políticas públicas e como fonte para "estudos nacionais e internacionais a respeito do desenvolvimento brasileiro". Mesmo porque seu resultado é capaz de retratar o nível de desenvolvimento de cada cidade e, assim, dar uma ideia sobre a qualidade de vida de seus cidadãos.
O IFDM é semelhante ao Índice de Desenvolvimento Humano (IDH), calculado pela ONU. Uma diferença entre ambos é que os dados do IFDM “podem ser coletados todo ano”, ao passo que os do IDH só são levantados uma vez por década, pois dependem de “dados do censo demográfico, realizado a cada 10 anos.”

## Categorias

Mapa dos municípios de Rondônia por IFDM em 2013.Legenda:
Alto (nenhum município)
Moderado (26 municípios)
Regular (26 municípios)
Baixo (nenhum município)
Sem dados (nenhum município)

O índice varia de zero (valor mínimo) até 1 (valor máximo), sendo considerado:
- Alto, resultados superiores a 0,8 pontos;
- Moderado, resultados entre 0,6 e 0,8 pontos;
- Regular, resultados entre 0,4 e 0,6 pontos;
- Baixo, resultados inferiores a 0,4 pontos;

## Lista dos municípios
| Posição                  | Município                 | IFDM Consolidado (2013) |
| Desenvolvimento alto     | Desenvolvimento alto      | Desenvolvimento alto    |
| ------------------------ | ------------------------- | ----------------------- |
| nenhum município         |                           |                         |
| Desenvolvimento moderado |                           |                         |
| 1º                       | Ariquemes                 | 0.7746                  |
| 2º                       | Vilhena                   | 0.7465                  |
| 3º                       | Pimenta Bueno             | 0.7383                  |
| 4º                       | Porto Velho               | 0.7257                  |
| 5º                       | Ji-Paraná                 | 0.7117                  |
| 6º                       | Cacoal                    | 0.7111                  |
| 7º                       | Santa Luzia d'Oeste       | 0.6850                  |
| 8º                       | Rolim de Moura            | 0.6785                  |
| 9º                       | Chupinguaia               | 0.6766                  |
| 10º                      | São Miguel do Guaporé     | 0.6699                  |
| 11º                      | Pimenteiras do Oeste      | 0.6501                  |
| 12º                      | Teixeirópolis             | 0.6500                  |
| 13º                      | Colorado do Oeste         | 0.6473                  |
| 14º                      | Jaru                      | 0.6450                  |
| 15º                      | Rio Crespo                | 0.6430                  |
| 16º                      | Primavera de Rondônia     | 0.6384                  |
| 17º                      | Alta Floresta d'Oeste     | 0.6337                  |
| 18º                      | Ouro Preto do Oeste       | 0.6261                  |
| 19º                      | São Francisco do Guaporé  | 0.6214                  |
| 20º                      | Candeias do Jamari        | 0.6199                  |
| 20º                      | Buritis                   | 0.6199                  |
| 22º                      | São Felipe d'Oeste        | 0.6153                  |
| 23º                      | Presidente Médici         | 0.6140                  |
| 24º                      | Cerejeiras                | 0.6137                  |
| 25º                      | Monte Negro               | 0.6016                  |
| 26º                      | Urupá                     | 0.6006                  |
| Desenvolvimento regular  |                           |                         |
| 27º                      | Espigão d'Oeste           | 0.5973                  |
| 28º                      | Seringueiras              | 0.5922                  |
| 29º                      | Alvorada d'Oeste          | 0.5919                  |
| 30º                      | Itapuã do Oeste           | 0.5903                  |
| 31º                      | Cabixi                    | 0.5887                  |
| 32º                      | Novo Horizonte do Oeste   | 0.5858                  |
| 33º                      | Nova Brasilândia d'Oeste  | 0.5857                  |
| 34º                      | Vale do Paraíso           | 0.5818                  |
| 35º                      | Corumbiara                | 0.5759                  |
| 36º                      | Alto Paraíso              | 0.5735                  |
| 37º                      | Cacaulândia               | 0.5721                  |
| 38º                      | Vale do Anari             | 0.5710                  |
| 39º                      | Ministro Andreazza        | 0.5657                  |
| 40º                      | Costa Marques             | 0.5626                  |
| 41º                      | Nova União                | 0.5571                  |
| 42º                      | Guajará-Mirim             | 0.5541                  |
| 43º                      | Mirante da Serra          | 0.5519                  |
| 44º                      | Parecis                   | 0.5502                  |
| 45º                      | Castanheiras              | 0.5430                  |
| 46º                      | Theobroma                 | 0.5405                  |
| 47º                      | Machadinho d'Oeste        | 0.5322                  |
| 48º                      | Campo Novo de Rondônia    | 0.5272                  |
| 49º                      | Nova Mamoré               | 0.5084                  |
| 50º                      | Cujubim                   | 0.5055                  |
| 51º                      | Alto Alegre dos Parecis   | 0.5046                  |
| 52º                      | Governador Jorge Teixeira | 0.4562                  |
| Desenvolvimento baixo    |                           |                         |
| nenhum município         |                           |                         |